# ピエトロ・ナルディーニ
ピエトロ・ナルディーニ（Pietro Nardini, 1722年4月12日 - 1793年5月7日）は、イタリアの作曲家、ヴァイオリニスト。

## 生涯
ナルディーニはフィッビアーナ（Fibbiana、モンテルーポ・フィオレンティーノの分村）に生まれた。リヴォルノで音楽を学び、その後ジュゼッペ・タルティーニの門下に入る。タルティーニに師事し続ける一方、ドイツへと移ってシュトゥットガルトの宮廷チャペルへ入り、そこで1762年に指揮者となった。しかしながら、1765年にヴュルテンベルクでの職を辞し、1770年にフィレンツェでトスカーナ大公のカペルマイスターに就任した。
ヴァイオリニストとしてのナルディーニはレオポルト・モーツァルトの称賛を受けていた。自身も優れたヴァイオリニストであったレオポルトは、ナルディーニの演奏についてこう書き残している。
彼の音色の美しさ、純粋さ、均一さ、そして彼のカンタービレが持つ味を超えるものはない。しかし彼は難技巧を駆使しているわけではないのだ。
イングランドの女性作家ヘスター・リンチ・ピオッツィ（Hester Lynch Piozzi）は1789年の『Observations and Reflections Made in the Course of a Journey Through France, Italy, and Germany』の中で、彼女と夫のガブリエル・マーリオ・ピオッツィが1785年7月にフィレンツェで催した演奏会においてナルディーニがソロを弾いたと記述している。
ナルディーニは作曲家としては寡作であった。いずれの作品も旋律的で演奏映えし、技術的な練習曲としても有用である。中でも最も知られるのはニ長調のソナタとホ短調の協奏曲である。
レオポルト・モーツァルトの友人であったナルディーニは、彼の息子のヴォルフガングが1770年から1771年にかけて初めてイタリアを訪れ、安定した職を求める姿を目にしている。また、ナルディーニはオーストリア領ロンバルディアを統治していた大公フェルディナンド・デステのカペルマイスターを務めた、ボヘミアの作曲家ヴァーツラフ・ピフルにも出会っている。
ナルディーニはフィレンツェに没した。

## 主要作品

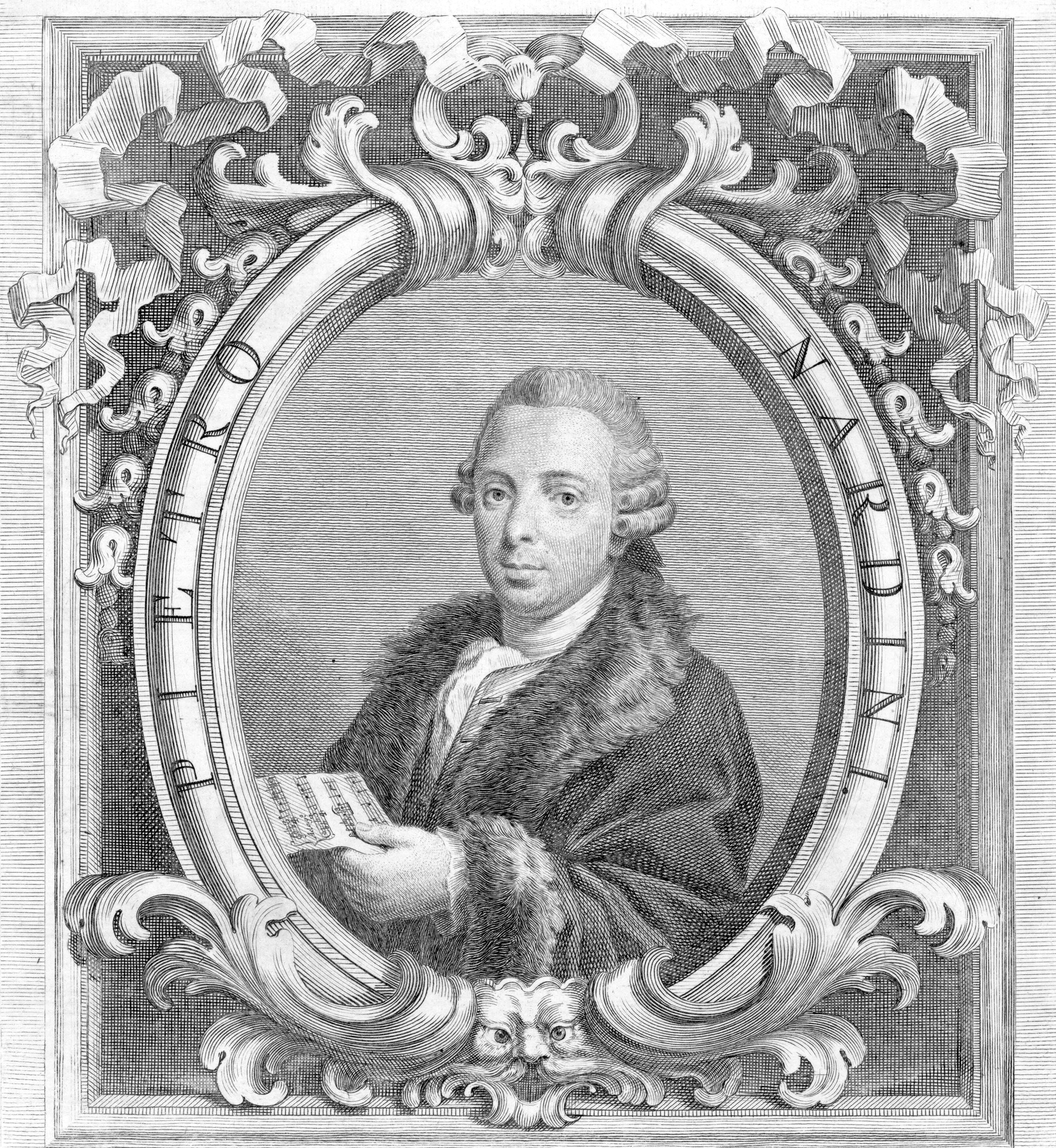
ナルディーニ

- 6つのヴァイオリン協奏曲 Op.1 （アムステルダム、1765年）
- 6つのヴァイオリン独奏と通奏低音のための楽曲 Op.5 （ロンドン 1760年頃）
- 6つのヴァイオリン独奏と通奏低音のための楽曲 Op.2 （アムステルダム 1770年頃）
- 7つのヴァイオリンソナタ avec les Adagios brodés （出版：パリ、1798年）
- ソナタ・エニグマティーク （出版:パリ、1803年）
- 6つのヴァイオリン協奏曲 （草稿）
- ヴァイオリンと通奏低音のための14のメヌエット （ロンドン、1750年頃）
- 6つのヴィオール二重奏曲 （ロンドン、1775年頃）
- 6つの弦楽四重奏曲 （フィレンツェ、1782年頃）
- 8つのトリオソナタ
- ヴァイオリン二重奏のためのロマンツァ